# Parasemia alba
Parasemia alba är en fjärilsart som beskrevs av Kaucki 1922. Parasemia alba ingår i släktet Parasemia och familjen björnspinnare. Inga underarter finns listade i Catalogue of Life.